# Lalola (serie de televisión de 2024)
Lalola es una serie de televisión por internet mexicana de comedia dramática producida por Dori Media International y Atenea Media —a cargo de Joshua Mintz y Ana Celia Urquidi— para TelevisaUnivision, en el 2024. La serie es una adaptación de la telenovela argentina homónima de 2007 creada por Sebastián Ortega, Susana Cardozo y Pablo Lago, siendo desarrollada por Carmen Madrid y Mario Conde. Se lanzó a través de Vix el 2 de febrero de 2024. En septiembre de 2024, la serie fue confirmada para una segunda temporada, la cual, tiene previsto su lanzamiento el 8 de noviembre de 2024.
Está protagonizada por Bárbara de Regil, Diego Amozurrutia, Gonzalo García Vivanco, Alejandro de la Madrid, Cynthia Klitbo, Alexis Ayala, Carmen Madrid y Francisca Aronsson. 

## Trama
Lalo (Diego Amozurrutia) es un hombre exitoso que piensa que puede usar a las mujeres para satisfacer su ego. Un día se despierta con cuerpo de mujer y luego busca revertir esto y volver a su cuerpo original mientras trata de proteger su trabajo y la relación con su hija, madre y mejor amiga.
En esta nueva realidad, Lalo —convertido en Lola (Bárbara de Regil)— tendrá que sufrir las consecuencias del machismo y volver a aprender de todo, desde caminar hasta ir al trabajo y, más que nada, lo relacionado con el verdadero significado del amor. 

## Reparto

### Principales
- Bárbara de Regil como Dolores «Lola» Andaloza
- Diego Amozurrutia como Ramiro «Lalo» Andaloza
- Gonzalo García Vivanco como Facundo Rodríguez
- Alejandro de la Madrid como Gastón Estrada
- Cynthia Klitbo como Circe
- Alexis Ayala como Claudio Aguirre
- Carmen Madrid como Sonia
- Francisca Aronsson como Soledad

### Recurrentes e invitados especiales
- Alfonso Borbolla como Dédalus
- Epy Vélez como Alexa
- Pamela Almanza como Natalia
- Lumi Cavazos como Carola
- Majo Pérez como Vicky
- Adriana Montes de Oca como Romina
- Christopher Aguilasocho como Martín
- Anzhela Perepichka como Samantha
- Octavio Vega como Don Antonio
- Josechu Garrido como Xshimena
- Daniel Vega como Marco
- Sergio Maya como Wences
- Alejandro Calva
- Maru Bravo

## Episodios
| N.º en serie | N.º en temp. | Título                 | Fecha de lanzamiento original |
| --- | ------------ | ---------------------- | ----------------------------- |
| 1 | 1            | «Una exageración»      | 2 de febrero de 2024          |
| Romina, en medio del despecho, acude a una bruja, Circe, para vengarse de su novio. Luego, Lalo, despierta en cuerpo de mujer y en medio del desconcierto se hace llamar Lola, teniendo que adaptarse y pidiendo ayuda a Alexa.                                                                              |              |                        |                               |
| 2 | 2            | «Aceptar o no aceptar» | 2 de febrero de 2024          |
| Alexa y su péndulo consiguen dar con la responsable del embrujo de Lalo, ahora llamado Lola. Hasta que todo se solucione, Lola debe de aprender, entender y empatizar con el género femenino. Muy pronto, el reclamo de Lola a Romina se presenta.                                                           |              |                        |                               |
| 3 | 3            | «Denlo por muerto»     | 2 de febrero de 2024          |
| Con la ayuda de Alexa, Lola consigue papeles que avalen su identidad. Paralelo a ello, descubre que su proyecto le ha sido quitado, su sueldo le será bajado, algo peor le ocurre a Vicky, por el hecho de ser mujeres. Natalia tiene un crush con Facundo.                                                  |              |                        |                               |
| 4 | 4            | «Fuera de lugar»       | 2 de febrero de 2024          |
| Queriendo ser el padre que nunca ha sido, y usando su apariencia de mujer, Lalo se hace pasar por psicóloga para acercarse a Sol, una vez que ésta tenga consultas con él. Debido a un desempeño ‘machorro’ y faltar a una junta Lola es despedida.                                                          |              |                        |                               |
| 5 | 5            | «El diván de Lola»     | 2 de febrero de 2024          |
| Lola sigue tratando de ganar la confianza de Sol y se encuentra en un colapso financiero, necesita empleo rápidamente. Romina reaparece y con ello la posibilidad de romper el hechizo; Circe le da a Lola la receta para volver a ser hombre.                                                               |              |                        |                               |
| 6 | 6            | «Siempre Lola»         | 2 de febrero de 2024          |
| Miguel y Paul piden la presencia de Lola en el proyecto, Aguirre y Natalia se dan a la labor de recontratarla, pero ésta pide un mejor sueldo. A su vez, Lola mejora la relación con Sol y un beso con Facu mueve su mundo, dejando en duda su orientación sexual y el querer regresar a su cuerpo original. |              |                        |                               |
| 7 | 7            | «Manos a la obra»      | 2 de febrero de 2024          |
| Alexa y Martín tienen problemas en la cama, ella no puede tener un orgasmo. Lola continúa con actitudes machistas, sobre todo en el soccer, hasta que alguien le sugiere que descubra su clítoris. La temperatura sube entre Facu, Lola y Natalia.                                                           |              |                        |                               |
| 8 | 8            | «Mi primera vez»       | 2 de febrero de 2024          |
| El juego de prendas entre Natalia, Facu y Lola se interrumpe. Una autoexploración de Alexa desata la furia en Martín, quien golpea a su novia hasta dejarla desmayada. Natalia se siente confundida. Lola decide explorarse y encuentra un nuevo universo.                                                   |              |                        |                               |
| 9 | 9            | «Esto apenas empieza»  | 2 de febrero de 2024          |
| Romina, viendo que Lola disfruta su cuerpo de mujer, decide pedir un hechizo más agresivo, el cual tiene sus contraindicaciones. Gastón, luego de recibir un reporte del detective, decide confesarle su amor a Lola. Natalia y Facu inician una relación.                                                   |              |                        |                               |

## Producción

### Antecedentes
Originalmente, TV Azteca había comprado los derechos del formato de la serie de televisión argentina homónima en abril de 2018, durante la gestión de Joshua Mintz como director de contenidos de ficción, teniendo a Dori Media Group como socio coproductor. Sin embargo, en junio de 2018, se anuncia la salida de Mintz de la televisora y el cierre del área de ficción, dejando el desarrollo de la serie en el limbo.

### Desarrollo
La producción y desarrollo de la serie fue anunciada el 5 de mayo de 2023 con Joshua Mintz de nueva cuenta al mando de la producción junto con Ana Celia Urquidi, en ese mismo día, la serie inicio rodaje en una locación de la Ciudad de México. El rodaje de la serie finalizó el 30 de junio de 2023. El 10 de enero de 2024, a través de las cuentas de redes sociales oficiales de Vix, se liberó el primer avance de la serie.